# 四次元口袋
四次元口袋（日語：四次元ポケット），香港慣譯（及其他中文版本曾譯）百寶袋，正式名稱是「機械人專用四次元空間内藏秘密道具格納口袋（四次元空間使用許可管理局承編號D7E1293）」，另外還取得了四次元空間許可管理局特殊携帯型承認編號H52T264。四次元口袋是日本漫畫及改編動畫《多啦A夢》中的一項物品，可讓哆啦A夢放置物品的容器，除了時光機和四次元垃圾桶外，他所有法寶都是放在這裡。由於連接四次元世界，所以可以放置無限數目的東西。
當使用者把手抽進四次元口袋，口袋會按照使用者的思想（想像該道具或是想像其用途），將道具傳送到使用者的手上。因此如果使用者心神混亂，就會像哆啦A夢一樣，找到一些不相关的东西。
哆啦A夢是有一個後備四次元口袋，兩個口袋是相通的，備用口袋通常都放在哆啦A夢的枕頭底下，有時大雄會偷偷使用後備四次元口袋。

## 引申
由于其小巧的大小却有近乎无限的容量，并能随时取出内部的物品，所以常将其意思引申。